# Sukhomajri
 (janvier 2010).
Sukhomajri est un village situé dans l'État de l'Haryana en Inde.